# Otilio Castro
Otilio Francisco Castro Berrios (Santiago, 12 de agosto de 1962) es un director de teatro y actor chileno de cine, teatro y televisión. En 2016, recibió el premio Caleuche como Mejor actor de reparto en la categoría Teleseries.

## Biografía
Otilio Castro realizó sus estudios de actuación entre 1982 y 1985, en el Instituto Profesional Teatro La Casa, donde se tituló como actor profesional con distinción máxima; allí siguió también Dirección Teatral (1984-1985), y tuvo como profesores a Fernando Cuadra y Luis Rodríguez. Ha complementado su desarrollo profesional con estudios de danza, tap, máscaras y gestus, entre otros.
En teatro, Castro se ha desempeñado en teatro como actor y director, y como actor teleseries, películas y cortometrajes.
Junto con el librero y dramaturgo Luis Rivano creó a mitad de los años 1990 la Compañía Teatral de Repertorio.[1]
Dentro de sus interpretaciones, destacan:
- Pedro Herrera, agente encubierto de la CNI en la serie  Los 80 (Canal 13), donde se infiltra en la familia de Juan Herrera (Daniel Muñoz), con el objetivo de detener a Claudia (Loreto Aravena), hija de Juan, y a través de ella llegar al militante del FPMR Gabriel Díaz (Mario Horton).
- Enri Andreé en Pituca sin lucas de Mega, personaje entrañable, trabajador del terminal pesquero, amigo fiel y alegre de Gregorio "Goyo" Cereceda (Fernando Godoy) y Stella "Reineta" González (Íngrid Cruz). Por este personaje Otilio recibió el Premio Caleuche 2016, como Mejor actor de reparto en la categoría Teleseries.

## Filmografía
Algunos de los trabajos de mayor relevancia de Castro han sido las siguientes:

### Teleseries
| Teleseries | Teleseries               | Teleseries                               | Teleseries |
| Año        | Teleserie                | Rol                                      | Canal      |
| ---------- | ------------------------ | ---------------------------------------- | ---------- |
| 2022       | Hijos del desierto       | Simón Soto                               | Mega       |
| 2021       | Amar profundo            | Jeremías Bravo (Tatita Mochero)          | Mega       |
| 2021       | Edificio Corona          | Pastor Aurelio Cifuentes                 | Mega       |
| 2019       | Yo soy Lorenzo           | Ismael Rojas                             | Mega       |
| 2019       | Juegos de poder          | Atilio Navarrete                         | Mega       |
| 2018       | Perdona nuestros pecados | Oficial de Carabineros                   | Mega       |
| 2017       | Wena profe               | Ildefonso Andrade                        | TVN        |
| 2016       | Amanda                   | Juvenal Reyes                            | Mega       |
| 2016       | Pobre Gallo              | Esteban Galindo                          | Mega       |
| 2015       | Eres Mi Tesoro           | Demetrio Santelices                      | Mega       |
| 2014       | Pituca Sin Lucas         | Enrique Andrade "Enri-André"             | Mega       |
| 2014       | El Amor Lo Manejo Yo     | Antonio Medina                           | TVN        |
| 2013       | Dos por Uno              | Sergio Jara                              | TVN        |
| 2013       | Socias                   | Julito Rojas                             | TVN        |
| 2013       | El Regreso               | Amir Al-Fayed "El Jeque"                 | TVN        |
| 2012       | Pobre Rico               | Óscar "Cachito" Muñoz                    | TVN        |
| 2011       | El laberinto de Alicia   | Cartero                                  | TVN        |
| 2011       | Esperanza                | Samuel Carrillo                          | TVN        |
| 2011       | Aquí mando yo            | César Brito                              | TVN        |
| 2010       | La familia de al lado    | Director del asilo de ancianos           | TVN        |
| 2009       | Los exitosos Pells       | Mardones                                 | TVN        |
| 2009       | Conde Vrolok             | Pancracio Maldonado                      | TVN        |
| 2008       | Hijos del Monte          | Cura que casa a Lucas y Rosario          | TVN        |
| 2007       | Lola                     | Arturo Tapia                             | Canal 13   |
| 2007       | Amor por accidente       | ex socio de Gustavo                      | TVN        |
| 2006       | Entre Medias             | Dueño del Café Topless                   | TVN        |
| 2006       | Floribella               | Productor de TV                          | TVN        |
| 2005       | Versus                   | Roger                                    | TVN        |
| 2004       | Los Pincheira            | Hombre que intenta abusar de Marwa       | TVN        |
| 2003       | Puertas adentro          | oficial que entrega la orden de desalojo | TVN        |
| 2002       | Purasangre               | Fotógrafo de Junior Leiva                | TVN        |
| 2002       | El circo de las Montini  | Dueño de la Carniceria                   | TVN        |
| 1999       | Aquelarre                | Cuatrero                                 | TVN        |
| 1996       | Loca piel                | sacerdote                                | TVN        |

### Series
| Año       | Serie                                  | Rol                               | Canal                    |
| --------- | -------------------------------------- | --------------------------------- | ------------------------ |
| 2021      | No nos quieren ver                     | Jaime Parraguez                   | HBO Max / Mega           |
| 2020      | La Jauría                              | Oficial Ramírez                   | Amazon Prime Video / TVN |
| 2019      | Tira                                   | Jefe                              | TVN                      |
| 2019      | La Jauría                              | Policía Ramírez                   | TVN                      |
| 2018      | Martín: El hombre y la leyenda         | Juan Peralta                      | Mega                     |
| 2018      | Mary & Mike                            | General Armando Sarmiento         | Chilevisión              |
| 2017      | 12 días que estremecieron Chile        | Capitán Mario Grez                | Chilevisión              |
| 2015      | Fabulosas Flores                       | César                             | La Red                   |
| 2014-2018 | Lo que callamos las mujeres            | varios personajes                 | Chilevisión              |
| 2013      | El reemplazante                        | Juan Tello                        | TVN                      |
| 2013      | Bim Bam Bum                            | Braulio Monty                     | TVN                      |
| 2011      | Los archivos del cardenal              | Mario Astorga                     | TVN                      |
| 2011      | Los 80                                 | Pedro Herrera / Agente Tapia      | Canal 13                 |
| 2008      | Enigma                                 | Tte Coronel Rodolfo Molina        | Canal 13                 |
| 2007      | Amango                                 | Julián                            | Canal 13                 |
| 2006-2007 | Casado con hijos                       | zapatero/policía /jefe de casting | Mega                     |
| 2006      | Porky te amo                           | Alberto                           | Mega                     |
| 2006      | Huaiquiman y Tolosa                    | Pablo Mantilla                    | Canal 13                 |
| 2006      | Mea Culpa (El Sicario)                 | Jefe pionetas                     | TVN                      |
| 2006      | JPT: Justicia Para Todos: Asfixiados   | Apablaza                          | TVN                      |
| 2005      | Los Simuladores                        |                                   | Canal 13                 |
| 2005      | La Nany                                |                                   | Mega                     |
| 2004      | Cuentos chilenos: Importunación        | Detective                         | TVN                      |
| 2004      | Cuentos chilenos: El Socio             | Receptor Judicial                 | TVN                      |
| 2004      | Alberto Hurtado: Un camino de santidad | Dr. Ricardo "Lauchita"            | Mega                     |
| 1999      | Mea Culpa: El Robo                     | Carlos                            | TVN                      |
| 1997      | Brigada Escorpión                      | Carvajal                          | TVN                      |
| 1993      | Mea Culpa: El dolor de la inocencia    | Elíseo Castillo                   | TVN                      |
| 1990      | Crónica de un hombre santo             | Estudiante                        | Canal 13                 |
| 1986      | La Quintrala                           | Soldado Español                   | TVN                      |